# Ángel González (futbolista)
Ángel González (n. Godoy Cruz, Mendoza, Argentina; 16 de mayo de 1994) es un futbolista argentino. Juega de mediocampista o extremo y su equipo actual es el Club Almagro de la Primera Nacional

## Trayectoria

### Inicios
Comenzó jugando al futsal en los clubes Cerede y Círculo Policial, de la ciudad de Mendoza, hasta que en el año 2011 llegó al conjunto tombino para formar parte de sus inferiores, pasando por las distintas divisiones.

### Godoy Cruz
Debutó el 11 de abril de 2015 en el empate frente a Vélez Sarsfield por 2-2, jugando desde el arranque, bajo la dirección técnica de Daniel Oldrá. Sus comienzos fueron desempeñándose como mediocampista por la banda derecha y también como lateral por el mismo sector.

### Estudiantes de La Plata
Mediante una puja por obtener al jugador entre Estudiantes e Independiente, finalmente fue el equipo de La Plata quien se queda con la ficha del jugador a fines de junio de 2019.
Ángel González, fue quien a poco de ingresar como reemplazo marcó el primer gol oficial en el nuevo estadio de Estudiantes a los 16 minutos del segundo tiempo en el empate 1 a 1 con Atlético Tucumán el 30 de noviembre de 2019.
Al retornar del préstamo a Estudiantes, es cedido nuevamente a Liga Deportiva Universitaria, Ecuador, con opción de compra.

### Lanús
En julio de 2021, en busca de minutos en campo, es cedido a préstamo al club Lanús durante un año. Jugando en gran nivel en Lanús que lamenta su partida en julio de 2022.

### Liga Deportiva Universitaria
El 18 de julio de 2022 se confirmó su llegada a Liga Deportiva Universitaria de la Serie A de Ecuador por una temporada en condición de préstamo con opción a compra, proveniente de Estudiantes de La Plata quien tiene el 50% del pase y Godoy Cruz el 30% restante.

### Peñarol
El 1 de agosto de 2023 el Club Atlético Peñarol oficializa a González como nueva incorporación de cara el Torneo Clausura. Llega al club uruguayo en condición de préstamo por un año.

## Estadísticas

### Clubes
Actualizado hasta su último partido disputado el 2 de agosto de 2025.
| Club                                   | Div.          | Temporada     | Liga  | Liga  | Liga   | Copas nacionales | Copas nacionales | Copas nacionales | Torneos internacionales | Torneos internacionales | Torneos internacionales | Total | Total | Total  |
| Club                                   | Div.          | Temporada     | Part. | Goles | Asist. | Part.            | Goles            | Asist.           | Part.                   | Goles                   | Asist.                  | Part. | Goles | Asist. |
| -------------------------------------- | ------------- | ------------- | ----- | ----- | ------ | ---------------- | ---------------- | ---------------- | ----------------------- | ----------------------- | ----------------------- | ----- | ----- | ------ |
| C. D. Godoy Cruz Argentina             | 1.ª           | 2015          | 12    | 0     | 0      | —                | —                | —                | —                       | —                       | —                       | 12    | 0     | 0      |
| C. D. Godoy Cruz Argentina             | 1.ª           | 2016          | 11    | 1     | 0      | —                | —                | —                | —                       | —                       | —                       | 11    | 1     | 0      |
| C. D. Godoy Cruz Argentina             | 1.ª           | 2016-17       | 26    | 1     | 2      | 3                | 1                | 0                | 5                       | 3                       | 1                       | 34    | 5     | 3      |
| C. D. Godoy Cruz Argentina             | 1.ª           | 2017-18       | 25    | 4     | 1      | 3                | 0                | 1                | 2                       | 0                       | 0                       | 30    | 4     | 2      |
| C. D. Godoy Cruz Argentina             | 1.ª           | 2018-19       | 20    | 5     | 0      | 5                | 0                | 1                | 5                       | 1                       | 0                       | 29    | 6     | 2      |
| C. D. Godoy Cruz Argentina             | Total club    | Total club    | 94    | 11    | 3      | 11               | 1                | 2                | 12                      | 4                       | 1                       | 117   | 16    | 6      |
| Estudiantes de La Plata Argentina      | 1.ª           | 2019-20       | 18    | 2     | 0      | 3                | 0                | 0                | —                       | —                       | —                       | 21    | 2     | 0      |
| Estudiantes de La Plata Argentina      | 1.ª           | 2020-21       | —     | —     | —      | 10               | 0                | 1                | —                       | —                       | —                       | 10    | 0     | 1      |
| Estudiantes de La Plata Argentina      | 1.ª           | 2021          | —     | —     | —      | 13               | 1                | 1                | —                       | —                       | —                       | 13    | 1     | 1      |
| Estudiantes de La Plata Argentina      | 1.ª           | 2022          | 1     | 0     | 1      | —                | —                | —                | —                       | —                       | —                       | 1     | 0     | 1      |
| Estudiantes de La Plata Argentina      | Total club    | Total club    | 19    | 2     | 1      | 26               | 1                | 2                | 0                       | 0                       | 0                       | 45    | 3     | 3      |
| C. A. Lanús Argentina                  | 1.ª           | 2021          | 23    | 4     | 4      | —                | —                | —                | —                       | —                       | —                       | 23    | 4     | 4      |
| C. A. Lanús Argentina                  | 1.ª           | 2022          | 4     | 0     | 0      | 12               | 1                | 2                | 6                       | 0                       | 0                       | 22    | 1     | 2      |
| C. A. Lanús Argentina                  | Total club    | Total club    | 27    | 4     | 4      | 12               | 1                | 2                | 6                       | 0                       | 0                       | 45    | 5     | 6      |
| Liga Deportiva Universitaria · Ecuador | 1.ª           | 2022          | 9     | 1     | 0      | —                | —                | —                | —                       | —                       | —                       | 9     | 1     | 0      |
| Liga Deportiva Universitaria · Ecuador | 1.ª           | 2023          | 10    | 2     | 1      | —                | —                | —                | 6                       | 0                       | 0                       | 16    | 2     | 1      |
| Liga Deportiva Universitaria · Ecuador | Total club    | Total club    | 19    | 3     | 1      | 0                | 0                | 0                | 6                       | 0                       | 0                       | 25    | 3     | 1      |
| C. A. Peñarol · Uruguay                | 1.ª           | 2023          | 16    | 0     | 0      | —                | —                | —                | —                       | —                       | —                       | 16    | 0     | 0      |
| C. A. Peñarol · Uruguay                | 1.ª           | 2024          | 5     | 0     | 0      | 1                | 0                | 0                | 2                       | 0                       | 0                       | 8     | 0     | 0      |
| C. A. Peñarol · Uruguay                | Total club    | Total club    | 21    | 0     | 0      | 1                | 0                | 0                | 2                       | 0                       | 0                       | 24    | 0     | 0      |
| Club Almagro Argentina                 | 2.ª           | 2025          | 23    | 2     | 2      | —                | —                | —                | —                       | —                       | —                       | 23    | 2     | 2      |
| Club Almagro Argentina                 | Total club    | Total club    | 23    | 2     | 2      | 0                | 0                | 0                | 0                       | 0                       | 0                       | 23    | 2     | 2      |
| Total carrera                          | Total carrera | Total carrera | 203   | 22    | 11     | 50               | 3                | 6                | 26                      | 4                       | 1                       | 279   | 29    | 18     |
| 1. 2.                                  |               |               |       |       |        |                  |                  |                  |                         |                         |                         |       |       |        |

## Palmarés

### Campeonatos nacionales
| Título              | Club                         | País    | Año  |
| ------------------- | ---------------------------- | ------- | ---- |
| Serie A             | Liga Deportiva Universitaria | Ecuador | 2023 |
| Torneo Apertura     | C. A. Peñarol                | Uruguay | 2024 |
| Campeonato Uruguayo | C. A. Peñarol                | Uruguay | 2024 |